# Lobaye
Lobaye és una de les 14 prefectures de la República Centreafricana. Està situada al sud del país, fent frontera amb la República Democràtica del Congo. La seva capital és Mbaïki. Frontereja amb les prefectures de Mambéré-Kadéï al nord-oest, Sangha-Mbaéré a l'oest, i Ombella-M'Poko a l'est i nord.
A més de Mbaïki, també són importants les ciutats de Boda, al nord de la prefectura, i Mongoumba, a la ribera del riu Ubangui.
Lobaye rep el nom del riu que la travessa pel sud i aquest el de la regió: el Riu Lobaye.
A Lobaye, els productors de cafè en l'actualitat tenen moltes dificultats i de vegades estan obligats a l'abandonament dels seus camps de cafè per altres cultius. La majoria dels fills dels productors no van al col·legi; alguns moren per falta de recursos per procurar-se les cures mèdiques necessàries. Les filles estan obligades a prostituir-se i és així com s'explica que la República Centrafricana és al capdavant dels països de l'Àfrica central en percentatge de la població contagiada pel sida.
En aquesta prefectura, els seus habitants tenen com a costum extreure totes les incisives superiors, i de vegades també les inferiors.
Una de les persones més il·lustres d'aquesta prefectura és David Dacko, que va ser president de la República des de 1960 fins a 1965, i des de 1979 fins a 1981. L'antic Primer Ministre del Govern Autònom de la República Centreafricana, Barthélemy Boganda també va néixer en aquesta prefectura.